# Agneta Marell
Agneta Marell, född 4 november 1964 i Göteborg, är en svensk företagsekonom, professor och akademisk ledare.
Marell tog en grundexamen i företagsekonomi 1991 och doktorerade 1998 vid Handelshögskolan i Umeå. I avhandlingen fokuserade hon på konsumentbeteende och transportpsykologi. Hon studerade även vid Columbia University i New York, och Kellogg School of Management vid Northwestern University i Chicago. Hon fortsatte sin akademiska verksamhet i Umeå och utnämndes 2009 till professor.
Åren 2004–2007 var hon rektor för Handelshögskolan i Umeå och 2008-2011 kommunchef för Örnsköldsviks kommun. Därefter fick hon uppdraget som vicerektor för samverkan och innovation vid Umeå universitet. Som sådan var hon också ordförande för Uminova Holding, företagsinkubatorn Uminova Innovation AB samt Uminova eXpression AB, som driver Sliperiet vid Konstnärligt campus vid Umeå universitet.
Våren 2016 förordnade regeringen Agneta Marell till styrelsen för Högskolan i Jönköping (Jönköping University). 2017 utsågs hon till högskolans rektor, en post som hon avgick ifrån i mars 2024.